# Stanislav Morozov

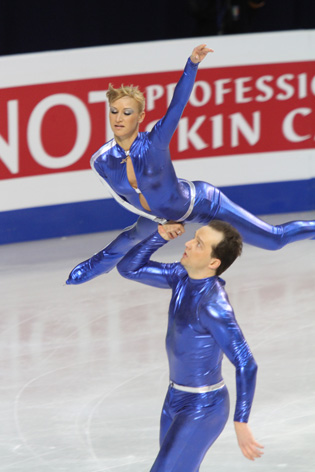
Stanislav Morozov en zijn partner Tatjana Volosozjar bij de EK 2010

Stanislav Oleksandrovitsj Morozov (Oekraïens: Станіслав Олександрович Морозов, Russisch: Станислав Александрович Морозов) (Jekaterinenburg, 1 februari 1979) is een in Rusland geboren Oekraïens kunstschaatser. Morozov nam met Elena Beloesovskaja (1996-98), Aliona Savchenko (1998-02) en Tatjana Volosozjar (2004-10) deel aan internationale kunstschaatswedstrijden bij de paren. Hij vertegenwoordigde Oekraïne op drie edities van de Olympische Winterspelen: Salt Lake City 2002, Turijn 2006 en Vancouver 2010.

## Biografie
Morozov begon, met een vader als kunstschaatscoach, al jong met schaatsen. Als kind werd echter weinig van hem verwacht, omdat hij overgewicht zou hebben. Op elfjarige leeftijd stapte hij over naar het paarrijden. Hij nam eerst deel met Elena Beloesovskaja en later met Aliona Savchenko. Met Savchenko won Morozov de WK junioren in 2000 en ze werden vijftiende bij de Olympische Winterspelen 2002 in Salt Lake City. Morozov stopte hierna met de sport vanwege blessures en ging Tatjana Volosozjar en Petro Chartsjenko coachen.
Hij bood later aan met Volosozjar te gaan schaatsen en zij accepteerde zijn voorstel. Ze kregen ook buiten de ijsbaan een relatie, en verloofden zich. Hun beste prestaties zijn drie vierde plaatsen bij de EK en een bij de WK. Het paar nam deel aan twee edities van de Olympische Winterspelen, Turijn 2006 en Vancouver 2010, en werd er twaalfde en achtste. In maart 2010 beëindigde hij zijn sportieve carrière; later gingen ze ook privé uit elkaar. Morozov werkte vervolgens als kunstschaatscoach.

## Persoonlijke records
Volosozjar/Morozov
| records             | punten | datum      | toernooi |
| ------------------- | ------ | ---------- | -------- |
| Hoogste totaalscore | 187.83 | 20-01-2010 | EK       |
| Hoogste korte kür   | 067.60 | 19-01-2010 | EK       |
| Hoogste vrije kür   | 120.23 | 20-01-2010 | EK       |

## Belangrijke resultaten
1996-1998 met Elena Beloesovskaja, 1998-2002 met Aliona Savchenko, 2004-2010 met Tatjana Volosozjar
| Kampioenschap            | 96/97  |        | 98/99 | 99/00         | 00/01         | 01/02         |               | 04/05         | 05/06         | 06/07         | 07/08         | 08/09         | 09/10 |
| ------------------------ | ------ | ------ | ----- | ------------- | ------------- | ------------- | ------------- | ------------- | ------------- | ------------- | ------------- | ------------- | ----- |
| Olympische Spelen        |        |        |       |               | 15e           |               | 12e           |               |               |               | 8e            |               |       |
| Wereldkampioenschap      | 18e    |        |       | 9e            |               | 10e           | 10e           | 4e            | 9e            | 6e            |               |               |       |
| Europees kampioenschap   | 8e     |        | 7e    | 6e            |               | 5e            |               | 5e            | 4e            | 4e            | 4e            |               |       |
| Grand Prix-finale        |        |        |       |               |               |               |               |               |               | 4e            |               |               |       |
| Nationaal kampioenschap  | Zilver | Zilver | Goud  | Goud          |               | Goud          |               | Goud          | Goud          |               | Goud          |               |       |
| WK junioren              | 7e     | 12e    | Goud  | geen deelname | geen deelname | geen deelname | geen deelname | geen deelname | geen deelname | geen deelname | geen deelname | geen deelname |       |
| Junior Grand Prix-finale |        |        | Goud  | geen deelname | geen deelname | geen deelname | geen deelname | geen deelname | geen deelname | geen deelname | geen deelname | geen deelname |       |